# Salen
Salen – organiczny związek chemiczny używany w chemii koordynacyjnej i organokatalizie. Związek ma postać jasnożółtych płatków rozpuszczalnych w polarnych rozpuszczalnikach organicznych.

## Nomenklatura
W związkach kompleksowych ligand ten występuje w postaci zdeprotonowanej. Forma sprotonowana (salen) oznaczana jest zazwyczaj jako H
2salen, zaś formie zdeprotonowanej (salenian) przypisuje się oznaczenie salen2−
.
Sama nazwa „salen” pochodzi od połączenia nazw aldehydu salicylowego i etylenodiaminy, których jest pochodną.

## Otrzymywanie
Salen został po raz pierwszy otrzymany przez P. Pfeiffera i współpracowników w 1933 roku. Można go otrzymać w wyniku kondensacji etylenodiaminy i aldehydu salicylowego:

## Właściwości koordynacyjne
W 1938 roku T. Tsumaki doniósł, że kompleks salenu z kobaltem(II) jest zdolny do odwracalnego wiązania tlenu cząsteczkowego, O
2, co doprowadziło do intensywnego rozwoju badań związków koordynacyjnych salenu, zwłaszcza pod kątem możliwości składowania i transportowania tlenu.
Salen tworzy kompleksy z licznymi metalami przejściowymi. Związki te przyjmują zwykle strukturę piramidy kwadratowej lub oktaedru, o stechiometrii M(salen)L lub M(salen)L
2. Jako przykłady posłużyć mogą połączenia: VO(salen) i Co(salen)Cl(Py). Z jonami o konfiguracji d8 (np. Ni2+
) powstają kompleksy płaskie, niskospinowe.

Kompleks typu M(salen) o geometrii płaskiej

## Ligandy analogiczne do salenu
Z pochodnych aldehydu salicylowego oraz różnych diamin otrzymuje się liczne związki o strukturze opartej na szkielecie salenu, np.
- acacen – otrzymywany przez kondensację acetyloacetonu z etylenodiaminą,
- Salph – otrzymywany przez kondensację 1,2-fenylenodiaminy z aldehydem salicylowym
- Salqu – czterokleszczowy ligand otrzymywany przez kondensację aldehydu salicylowego z 2-chinoksaliną. Kompleksy Salqu z miedzią wykazują właściwości katalityczne w reakcji utleniania[5].

## Pochodnechiralne
Bazując na chiralnych pochodnych etylenodiaminy otrzymuje się chiralne pochodne salenu. Przykładowo kondensacja trans-1,2-diaminocykloheksanu z aldehydem 3,5-di-tert-butylosalicylowym prowadzi do chiralnego ligandu tworzącego kompleksy z Cr, Mn, Co, Al, które mogą służyć jako katalizatory niektórych reakcji asymetrycznych, np. enancjoselektywnego tworzenia epoksydów.